# Jerzy Janowicz
Jerzy Filip Janowicz (Łódź, 11 de novembro de 1990) é um tenista profissional polonês.

## Carreira
Em 2012, teve uma ascensão meteórica e surpreendente. Começou o ano como nº 221 do mundo e jogando os torneios mais fracos do mundo tenístico profissional, os futures. Em maio, venceu um Challenger em Roma. Em junho, furou o qualificatório de Wimbledon e chegou à 3ª rodada, perdendo em 5 sets para o top30 Florian Mayer. Logo depois, ganhou 2 Challengers seguidos, entrando no top100 mundial. Já perto do final do ano, em outubro, participa do ATP 250 de Moscou, indo às quartas-de-final, perdendo para o brasileiro Thomaz Bellucci.
Na semana seguinte, no último torneio do ano, o Masters 1000 de Paris, Janowicz assombrou o mundo: entrando como qualifier, chegou à final do torneio, passando por uma chave dificílima, derrotando no caminho Philipp Kohlschreiber, o cabeça-de-chave 13 Marin Cilic, o cabeça-de-chave 3 Andy Murray, o cabeça-de-chave 8 Janko Tipsarevic e Gilles Simon (todos tenistas que estavam no top 20 mundial naquele momento), perdendo somente na final para David Ferrer. Com isso, ganhou 43 posições, subindo de nº 69 para nº 26 do mundo.

## Títulos

### Simples: 1 (1-0)
| Legenda                     |
| ATP Challenger Series (1-0) |

| Posição | N. | Data                   | Torneio                        | Superficie | Oponente na final      | Placar              |
| Campeão | 1. | 12 de Setembro de 2010 | Saint-Rémy-de-Provence, França | Duro       | Édouard Roger-Vasselin | 3–6, 7–6(8), 7–6(6) |

## Junior grand slam finais

### Simples (2)
| Posição | N. | Data            | Torneio     | Superficie | Oponente na final | Placar da final |
| Vice    | 1. | 9 Setembro 2007 | US Open     | Duro       | Ričardas Berankis | 6–3, 6–4        |
| Vice    | 2. | 8 Junho 2008    | French Open | Saibro     | Tsung-hua Yang    | 6–3, 7–65       |